# Miltochrista fuscozonata
Miltochrista fuscozonata är en fjärilsart som beskrevs av Inoue 1980. Miltochrista fuscozonata ingår i släktet Miltochrista och familjen björnspinnare. Inga underarter finns listade i Catalogue of Life.

## Bildgalleri

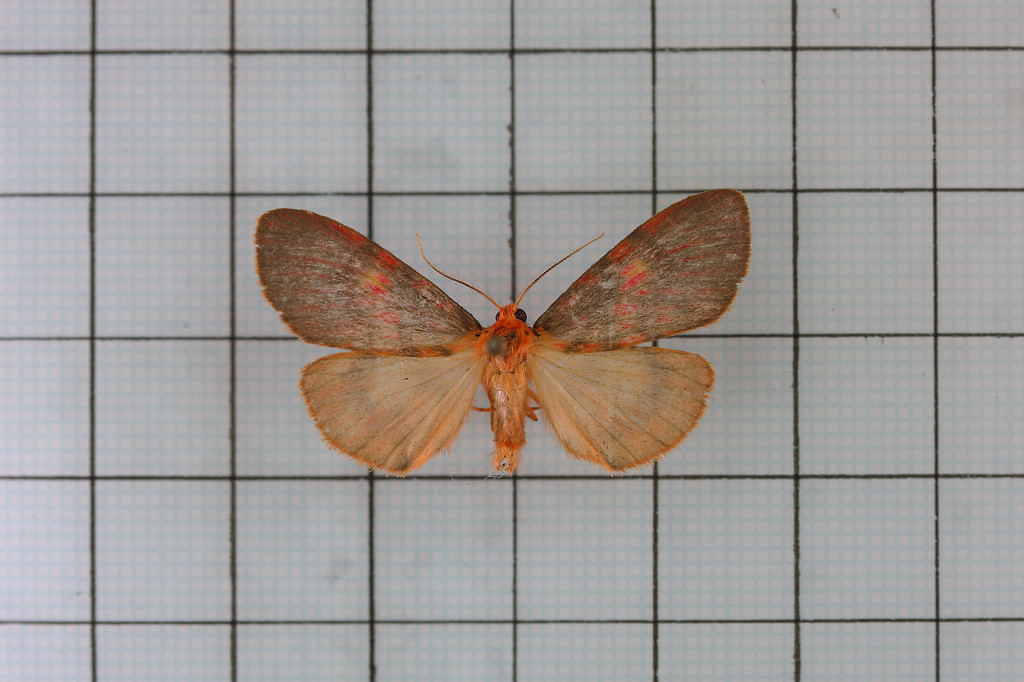
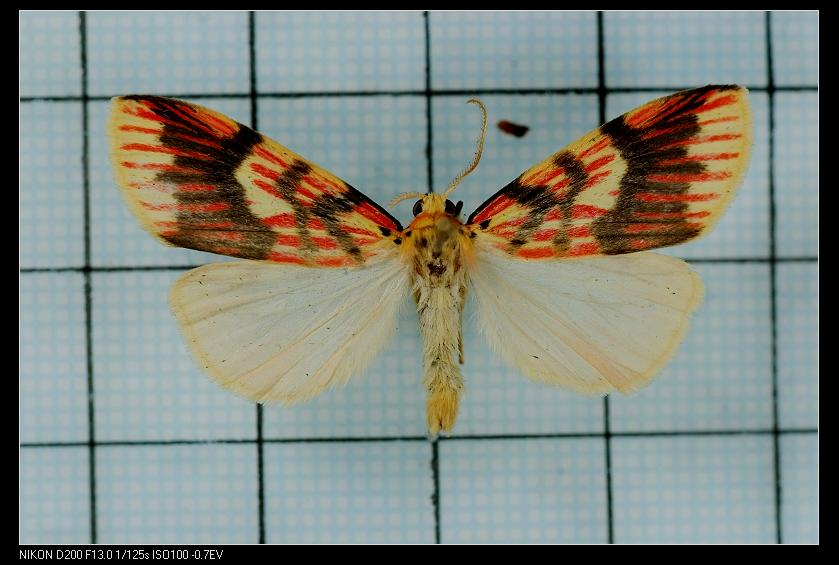